# Elatostema samarense
Elatostema samarense är en nässelväxtart som först beskrevs av Elmer Drew Merrill, och fick sitt nu gällande namn av Elmer Drew Merrill. Elatostema samarense ingår i släktet Elatostema och familjen nässelväxter. Inga underarter finns listade i Catalogue of Life.